# McKenzie Lee

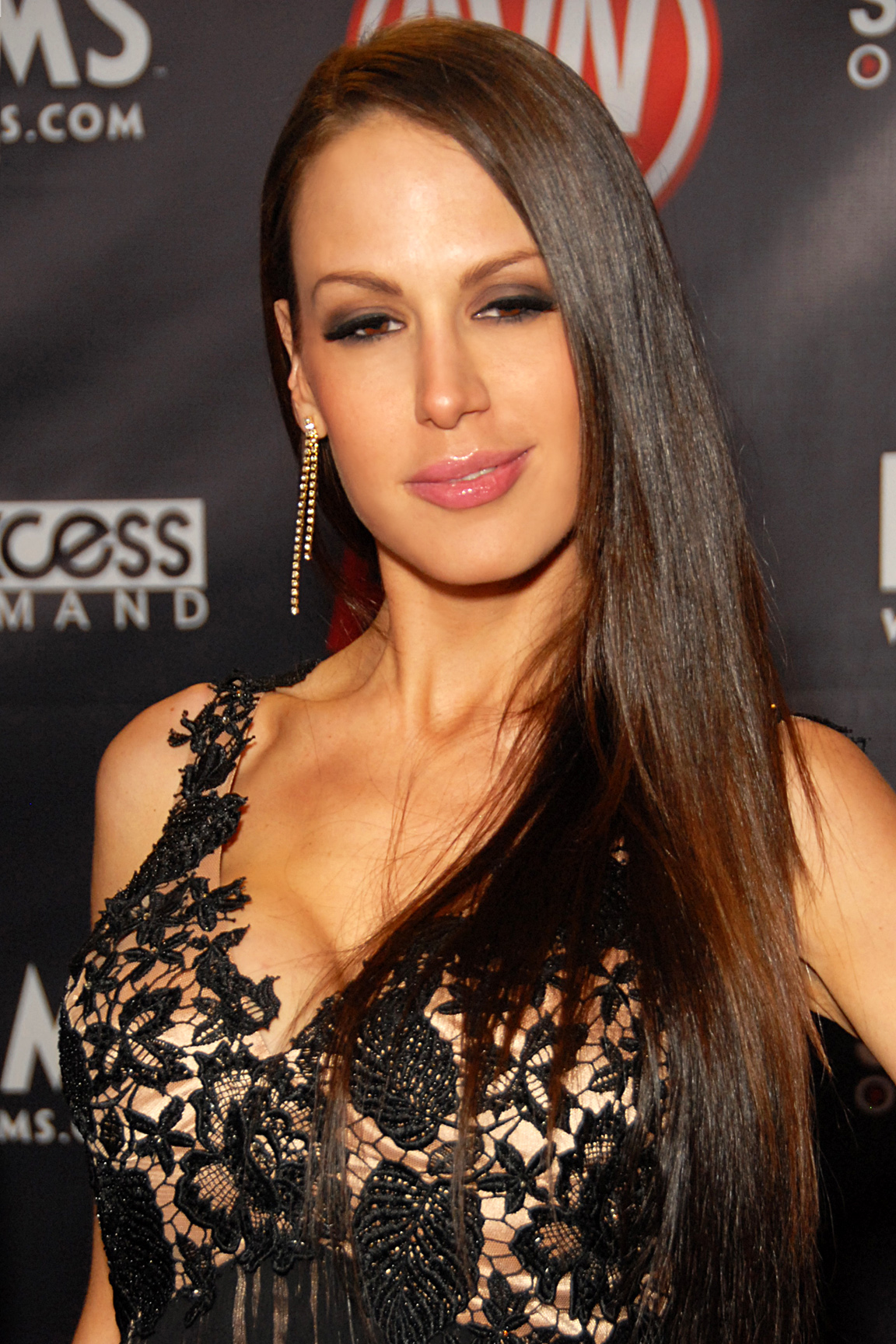
McKenzie Lee (2010)

McKenzie Lee (* 16. Mai 1979 in Leicester, Großbritannien; eigentlicher Name Paula McQuone) ist eine britische Pornodarstellerin.

## Karriere
In ihrer Heimatstadt Leicester war Lee Cheerleader für den Verein Leicester City, arbeitete sechs Jahre in Strip-Clubs in Birmingham und London und moderierte die britische Fernsehshow Playboy, Night Callers. Lee hat seit 2004 zunächst in Großbritannien als Darstellerin gearbeitet, bevor sie von Jenna Jameson bei den AVN Awards in Las Vegas entdeckt und als ClubJenna-Girl unter Vertrag genommen wurde. Bekannte Filme mit McKenzie Lee sind die beiden interaktiven DVDs My Plaything… McKenzie Lee und Virtual Sex with McKenzie Lee, Jack’s Playground (Folge 27 und 28), sowie die bei ClubJenna erschienenen Filme McKenzie Made, McKenzie Illustrated und McKenzie loves Pain.

## Filmografie (Auswahl)
- 2004: Cum Swappers 2
- 2004: Tight Package

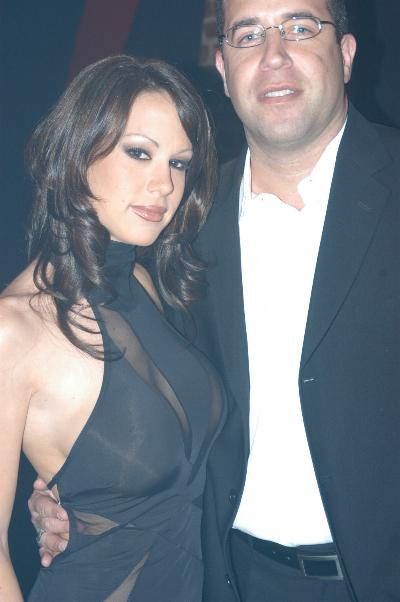
McKenzie Lee und ihr früherer Partner Christopher G. Dancel auf Lees Geburtstagsparty (2006)

- 2004: UK Student House Orgies 1: Big Tit Orgies
- 2005: Ariana Jollee's Fuck Me
- 2005: Fuck My Ass -n- Make Me Cum 5
- 2005: Slut Puppies 1
- 2006: Kelle Marie's Pussy Parties
- 2006: McKenzie Made
- 2007: Truly Madly DP
- 2008: Club Jenna's Casting Couch 4
- 2009: POV Jugg Fuckers 2
- 2010: British Creampie, Just My Cup Of Tea
- 2010: Evil Anal 11
- 2010: Lex the Impaler 5
- 2010–2011: Boob Bangers 7, 8
- 2010: The A-Team XXX – A Parody
- 2011: Bikini Warriors
- 2011: This Ain't ESPN XXX
- 2011: Prison Girls
- 2012–2021: My Friend’s Hot Mom 33, 56, 63, 75, 91
- 2013: Dirty Whore
- 2013: Mommy Got Boobs 16
- 2013: My First Sex Teacher 32
- 2014: Big Titty MILF Shakes 10
- 2016: Stepmom Dirty Comfort
- 2016: Deep Throat This 74
- 2019: Tonight’s Girlfriend 84
- 2020: Ladies' Cravings
- 2020: MILFs Swallowing Boys 6
- 2020: Mrs. Creampie 26076
- 2020: Sister In Law Loves Anal
- 2020: Troublesome Ladies
- 2020: GangBang Creampie 250
- 2020: Gold Diggin' Milfs 2
- 2020: Lesbian Tutors 7
- 2020: Milfs Love Big Black Cock
- 2020: Squirting Milfs 5
- 2020: Euro Trip
- 2020: MILF Massage 5
- 2020: Big Tit Tutors 3
- 2020: My Stepson Came Inside Me
- 2020: Mom Likes It Up The Ass!
- 2021: Big Titty Real Estate
- 2021: Euro Trip
- 2021: Quarantined MILFs
- 2021: My Husband Brought Home His Mistress 15
- 2021: Lesbian Cougars on the Prowl
- 2022: Busty Anal Lovers
- 2022: Cock Pussy Scissors
- 2022: Feeling Stiff and Ready For Relief
- 2022: Women Seeking Women 179
- 2023: Best Feet Cumshot Compilation 2022
- 2023: Creambi
- 2023: Perfect Fucking Strangers

## Auszeichnungen
- 2022: XBIZ Award – Best Sex Scene — Trans (Casey Kisses & McKenzie Lee), in TS Love Stories 6 (TransSensual)
- 2006: AVN Award als Best New Starlet[5]
- 2006: Adam Film World Guide Award als Contract Starlet of the Year (bei ClubJenna)